# Берлингтон (Кентукки)
Берлингтон (англ. Burlington) — статистически обособленная местность в штатe Кентукки, США, административный центр округа Бун. В 2020 году на местности проживало 17 318 человек согласно переписи населения США 2020 года.

## География

Берлингтон на картах округа и штата

По данным Бюро переписи населения США Берлингтон имеет площадь 22,8 квадратных километров. Местность находится на севере округа Бун к юго-западу от Цинциннати вблизи аэропорта Цинциннати/Северный Кентукки.

## История
В 1799 году территория у истока реки Аллен-Форк была выбрана для размещения окружного суда округа Бун. Поселение было названо Крейгс-Кэмп в честь одного из первых поселенцев Джона Хоукинса Крейга, и было переименована в Уилмингтон через нескольких лет. Собрания суда проходили в бревенчетом доме до 1801 года, когда были заложены улицы города. В 1816 году город был переименован в Берлингтон по просьбе почтового офиса.

## Население
| Год переписи | Нас.  |  | %±    |
| ------------ | ----- |  | ----- |
| 2000         | 10779 |  | —     |
| 2010         | 15926 |  | 47,8% |
| 2020         | 17318 |  | 8,7%  |

В 2020 году на местности проживало 17 318 человек, насчитывалось 6351 домашнее хозяйство. Население Берлингтона по возрастному диапазону распределилось следующим образом: 28,7 % — жители младше 19 лет, 58,8 % — от 18 до 65 лет и 12,5 % — в возрасте 65 лет и старше. Медианный возраст — 37,6 лет. Расовый состав: белые — 85,3 % и представители двух и более рас — 6,4 %. Высшее образование имели 30,0 %.
В 2020 году медианный доход на домашнее хозяйство оценивался в 90 145 $, на семью — 103 565 $. 7,3 % от всей численности населения находилось на момент переписи за чертой бедности.